# Aleurobotrys botryosus
 Aleurobotrys  ist eine Pilzgattung aus der Familie der Schichtpilzverwandten (Stereaceae). Es handelt sich dabei um eine monotypische Satellitengattung aus dem Aleurodiscus-Komplex mit der Typusart Aleurobotrys botryosus (Burt) Boidin, Lanq. & Gilles. Die Gattung ist gekennzeichnet durch die fein ornamentierten Sporen und die charakteristischen, korallenartig verzweigten Acanthohyphidien, die von einigen Mykologen auch als Botryohyphidien (Botryophysen) bezeichnet werden. Sie haben kurze, stumpfe, dichotom verzweigte, amyloide Ästchen. Die Gloeozystiden sind mit Sulfobenzaldehydreagenzien anfärbbar.

## Merkmale
Die dünnen, resupinaten Fruchtkörper haben ein glattes Hymenophor. Das Hyphensystem ist monomitisch. Die generativen Hyphen haben einfache Septen ohne Schnallen. Als sterile Elemente findet man im Hymenium neben den Basidien sulfoaldehydpositive Gloeozystiden und die korallenartig verzweigten Botryohyphidien. Die amyloiden Basidiosporen sind feinwarzig bis feinstachelig ornamentiert. Gilbertson und Blackwell beschreiben die Sporen aber als glatt bis schwach höckerig.

## Ökologie und Verbreitung
Der Pilz wächst meist auf abgestorbenen Laubholzästen von Ahorn, Eichen, Hopfenbuchen, aber häufiger noch auf strauchigen Gewächsen wie Heckenkirschen, Myrica, Schneebeeren, Flieder, Weinreben und Rosen, sowie auf Brombeeren. Er wurde aber auch auf Thuja und Wacholder gefunden.
Er ist in den warm temperierten bis subtropischen Gebieten der nördlichen Hemisphere weit verbreitet. In Afrika wurde er in Zimbabwe und Zaire nachgewiesen, außerdem fand man ihn in Neuseeland. Aus Europa gibt es Nachweise aus Frankreich, Belgien, Großbritannien, Portugal, Italien und Spanien. Auch der Kaukasus gehört zu seinem Verbreitungsgebiet.

## Systematik

Maximum Likelihood-Stammbaum von Aleurobotrys (rot) und verwandten Arten. Bootstapwerte über 50 % sind neben den Ästen, die Genbank-Nummer ist hinter dem Artnamen angegeben. Alle weiteren Angaben sind bei der Bildbeschreibung angegeben.

Minimum Evolution-Stammbaum. Alle weiteren Angaben sind bei der Bildbeschreibung angegeben.

Die monotypische Gattung Aleurobotrys wurde 1986 von Jacques Boidin definiert. Der Gattungsname ist dem Epitheton der Typusart Aleurodiscus botryosus entlehnt. Das latinisierte Adjektiv leitet sich vom altgriechischen Wort βότρυς (Weinranke) ab, dem Substrat auf dem E. Burt den Pilz gefunden hatte.
J. Boidin untersuchte 1998 die ITS1 und ITS2 Region der ribosomalen DNA und fand, dass Aleurobotrys botryosus nahe mit Megalocystidium wakullum (Burds., Nakasone & G.W. Freeman) E. Larss. & K.H. Larss. und Megalocystidium luridum (Bres.) Jülich verwandt ist und stellte diese Arten in seine neu geschaffene Familie der Gloiothelaceae.
Sheng-Hua Wu und seine Mitautoren untersuchten 2001 das LSU-rDNA Gen zahlreicher Aleurodiscus-Arten und stellten fest, dass Aleurobotrys botryosus ein Schwestertaxon der Cerussatus-Gruppe ist und bestätigten damit die Zugehörigkeit zur Familie der Schichtpilzverwandten. A. botryosus bildete zusammen mit Acanthofungus, Stereum, Xylobolus und Megalocystidium, sowie den beiden Arten Aleurodiscus bisporus und Aleurodiscus abietis eine monophyletische (durch Bootstrap-Werte moderat unterstützte) Gruppe. Innerhalb dieser Gruppe scheint er die einzige Art zu sein, die ornamentierte Sporen hat.
Ein wichtiges Merkmal, dass zur Abgrenzung von Aleurodiscus s. l. geführt hat, ist die positive Amyloidreaktion seiner Acanthohyphidien. Innerhalb des Aleurodiscus-Komplexes gibt es einige weitere Arten, deren Acanthohyphidien sich mit Jodreagenzien mehr oder weniger stark anfärben. In der Vergangenheit war spekuliert worden, dass dies ein wichtiges Merkmal für die Unterteilung des Aleurodiscus-Komplexes sein könnte. Dies wurde aber durch S.-H. Wu nicht bestätigt. Aleurodiscus abietis, eine Art, die ebenfalls amyloide Acanthohyphidien hat, ist nicht näher mit Aleurodiscus botryosus verwandt. Das deutet darauf hin, dass amyloiden Acanthohyphidien innerhalb der Stereaceae mehrmals unabhängig voneinander entstanden sind, sodass der taxonomische Wert dieses Merkmals von eher untergeordneter Bedeutung ist.
2003 bestätigten E. Larssons und K.H. Larssons phylogenetische Untersuchungen der ITS2 und LSU-rRNA-Region, dass es sich bei Aleurobotrys innerhalb des Aleurodiscus-Komplexes eine eigenständige Abstammungslinie handelt. Im Gegensatz zu S.-H. Wu, konnten sie die nähere Verwandtschaft zur Cerussatus-Gruppe nicht bestätigen.